# Heilig-Geist-Kirche (Berlin)
In der 1932 erbauten Heilig-Geist-Kirche im Berliner Ortsteil Westend, der seit 2001 zum Bezirk Charlottenburg-Wilmersdorf gehört, fand die 1922 gegründete Katholische Kirchengemeinde Heilig Geist ihre Heimat. Der zweiflügelige Gebäudekomplex aus dreigeschossigem Gemeindehaus und Kirche steht unter Denkmalschutz.

## Geschichte
Um in den 1920er Jahren die Situation für die Berliner Katholiken zu verbessern, gewann Bernhard Lichtenberg, seit 1913 Pfarrer der Herz-Jesu-Kirche, die Steyler Missionare für die Errichtung und Verwaltung einer Kuratie in Westend. Am 2. Juli 1922 fand der erste Gottesdienst in der Hauskapelle der St.-Elisabeth-Schwestern in der damaligen Augenklinik in der Nussbaumallee 39 statt. Als diese zu klein wurde, zog die Gemeinde bis zum Kirch- und Kollegbau in der Bayernallee in die Kapelle des von den Steyler Missionsschwestern betreuten St.-Hildegard-Krankenhauses in der Thüringer Allee 12. Nachdem auch diese Kapelle zu klein geworden war, konnte nur eine größere Kirche Entlastung schaffen. Es sollte ein größerer Komplex mit Wohnblöcken, Kolleggebäude, großem Gemeindesaal und einer Kirche errichtet werden. Zunächst war vorgesehen, den zukünftigen Gemeindesaal an der Westseite des Grundstücks zur Notkirche auszubauen, bis die große Kirche an der Ostseite fertiggestellt ist. Ein großer Teil der Wohnblöcke, das Kolleg und die Notkirche wurden bis 1932 errichtet. Zum Bau der großen Kirche kam es aber nicht, weil das Geld ausging. Der Altar der ehemaligen Notkirche wurde deshalb nicht vom Bischof konsekriert. 1936 wurde die Gemeinde Heilig Geist selbstständig.

## Baubeschreibung
Der Mauerwerksbau ist im unteren Bereich mit Klinker verblendet, im oberen verputzt. Der Eingang zur Vorhalle, die sich im gedrungenen, vor die Flucht des Kirchenschiffs seitlich gestellten Turm befindet, wird über eine Freitreppe erreicht. Die Fassade der Kirche ist fensterlos, der kubische Turm hat nach vorn und nach hinten je eine runde Schallöffnung, die Vorhalle und der Raum darüber haben seitlich ein Rundfenster.
Der Kirchenraum, wie er sich 1932 darstellte, erinnert in der Ausbildung des Deckenbereichs an eine Basilika, obwohl er ohne Pfeiler in der Raumbildung eine Saalkirche ist. Das Kirchenschiff ist ein Stahlskelettbau mit 28° geneigtem Satteldach. Die quer gestellten stählernen Dachbinder überbrücken den gesamten Raum stützenfrei. Im mittleren Teil, in der Breite des eingezogenen Chors, ist die flache Decke in den Dachraum gezogen. Dadurch wird ein Mittelschiff angedeutet. Seitlich davon werden durch die flachen, gegenüber dem Mittelteil niedrigeren abgehängten Decken Seitenschiffe suggeriert. Durch die weit ins Mittelschiff hinuntergezogen verkleideten Querbalken der Binder wird auch die Einteilung in Joche assoziiert. Die Laibungen der Fenster zu beiden Seiten des Kirchenschiffs ragten damals etwas nach innen. Der Chorraum wurde durch ein Oberlicht erhellt.

## Umbauten

### Erster Umbau
Zunächst musste die im Zweiten Weltkrieg beschädigte Kirche renoviert werden. Am 6. Oktober 1947 wurde die Kirche wegen der Restaurierung geräumt. Für die Zeit bis zur Fertigstellung der Kirche wurde der Sonntagsgottesdienst in den Gemeindesaal verlegt. Am 21. März 1948 erfolgte nach der Palmweihe der feierliche Einzug der Gemeinde in die Kirche. Das geplante Wandgemälde Die Messias-Sendung nach der Taufe hinter dem Altar im Chor fehlte noch. Es sollte die 1932 geschaffene Dreifaltigkeit aus Bronze von Berthold Müller-Oerlinghausen ersetzen. Der Lichtschacht war noch nicht mit Kathedralglas abgedeckt und die Fenster des Kirchenschiffes waren noch überwiegend mit Sperrholz versehen.

### Zweiter Umbau
Die Kirche erhielt vom Garten her einen großen Anbau für die Sakristei, durch den der frühere Raum der Sakristei einen Nebenraum mit 50 bis 60 Plätzen ergibt. Hinter dem Portalvorraum wurde die Marienkapelle angebaut. Die Kapelle enthält eine metallene Kerzenbank vor einem an der Rückwand befestigten Marienbildnis. Der Kirchenraum wurde durch indirekte Beleuchtung aufgehellt. Die Kanzel aus Beton ist verschwunden, ein kleiner Ambo auf der Evangelienseite ist an seine Stelle getreten. Die Seitenaltäre wurden dem neuen Gesamtcharakter der Kirchenausstattung angepasst.

### Dritter Umbau

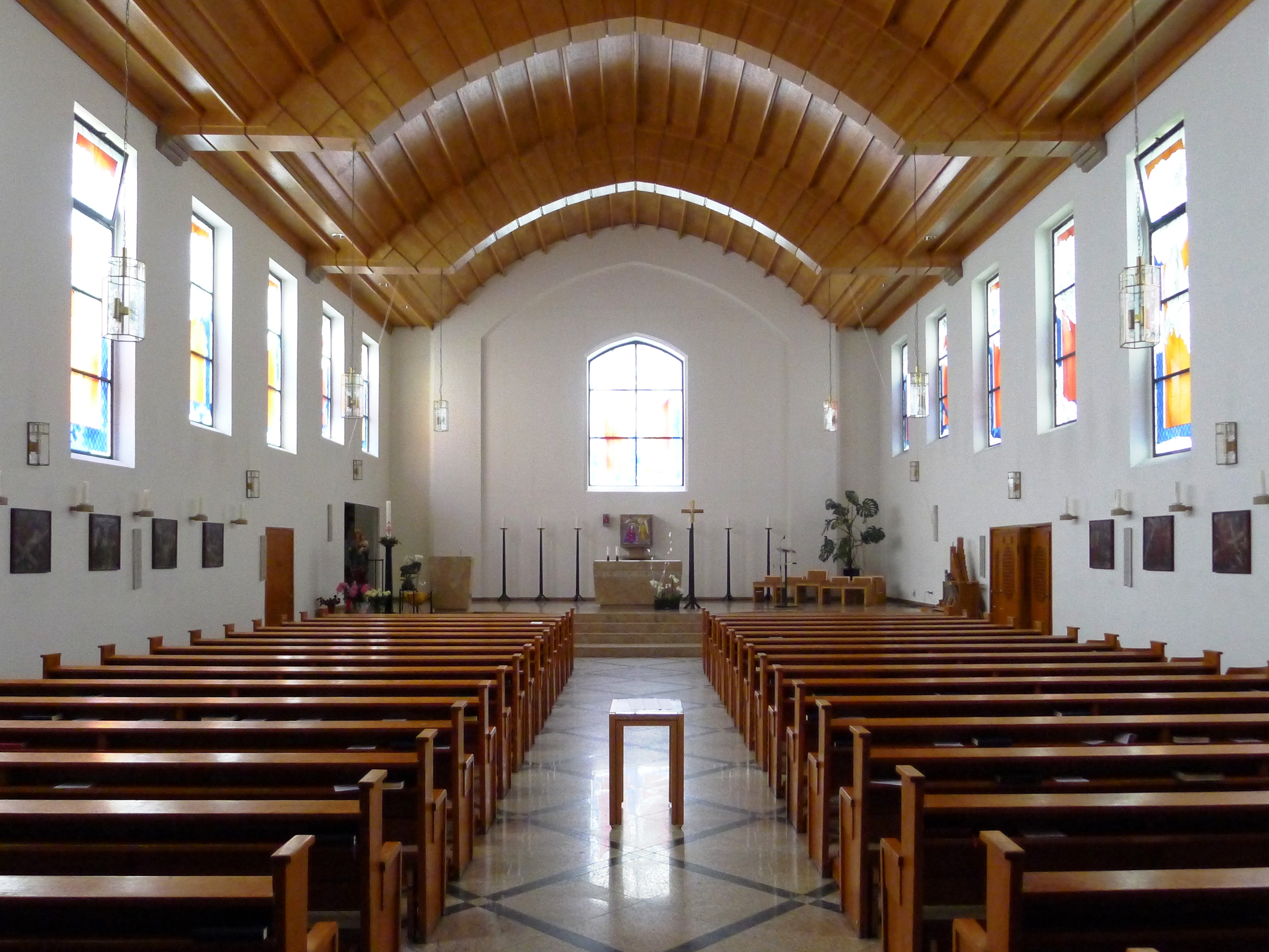
Innenraum

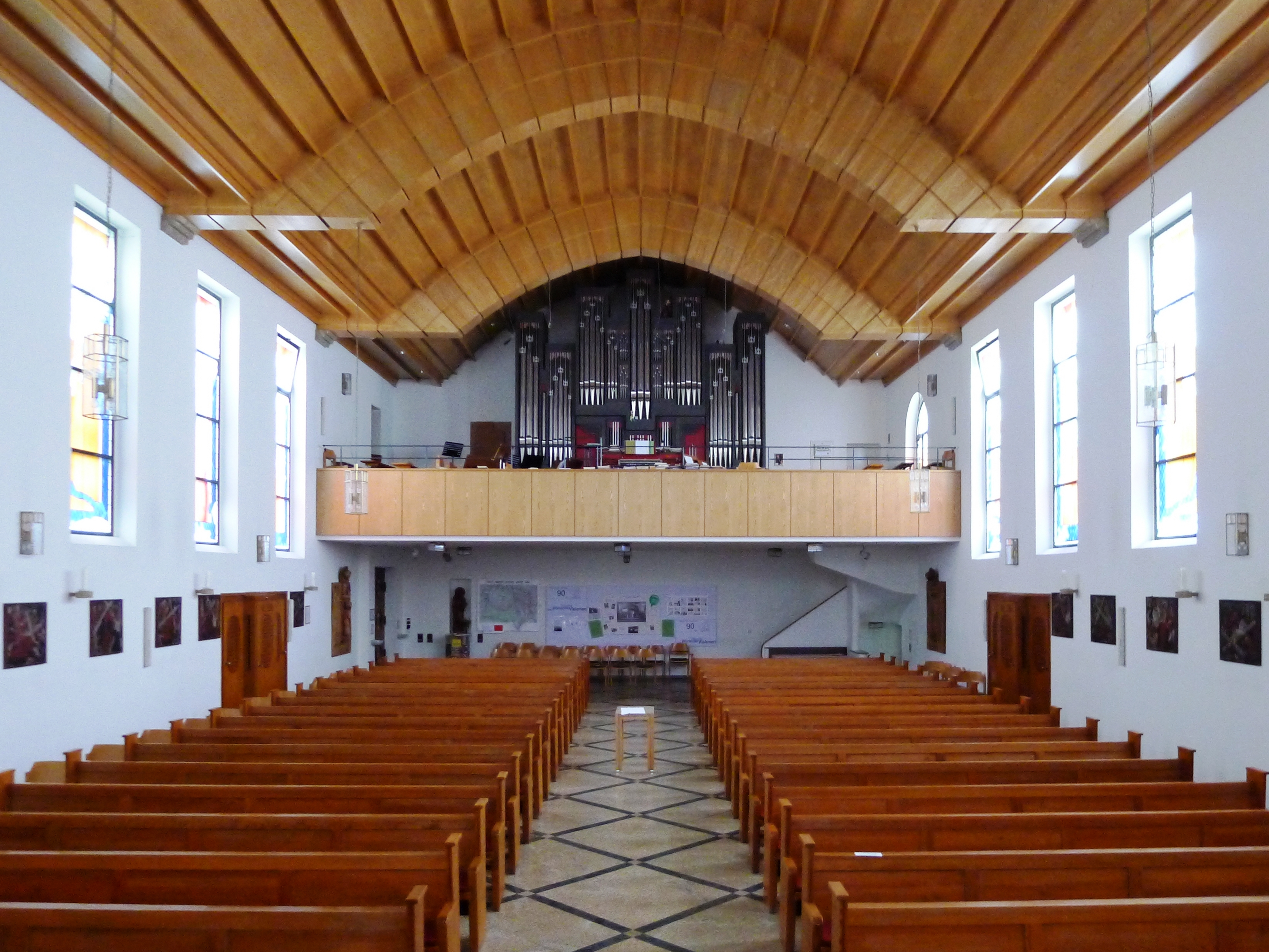
Blick zur Orgel

Da die Heilig-Geist-Kirche 1932 als Notkirche gebaut wurde, hat sie gestalterische Ansprüche nie erfüllt. Der Grundriss der Kirche entspricht der Liturgie-Auffassung der 1930er Jahre und war als Saalkirche konzipiert. Auch eine Umgestaltung in den 1960er Jahren hatte zu keiner befriedigenden Lösung geführt. Weitere Probleme mussten gelöst werden, wie z. B. die Verbesserung der Akustik, die Beleuchtung des Altarraumes mit natürlichem Licht, die Verbesserung der Platzverhältnisse auf der Empore, die Beschaffung einer neuen Orgel und die Gestaltung der Glasmalerei der neuen Kirchenfenster. Der Entwurf und die Bauleitung des dritten Umbaus wurden durch die Architekten Oskar und Erika Reith erbracht. Die Architekten haben nicht versucht, mit irgendwelchen Bauelementen einen unmittelbaren sakralen Eindruck zu vermitteln. Wichtiger erschien ihnen, dass der „umgestaltete Kirchenraum“ einen Atem bekommt, der den Geist des Menschen zum Schwingen, zu Gott hinführt. Durch die Herausnahme der Choreinbauten haben die Architekten einen großzügig geöffneten Altarraum erreicht. Da es sich bei Wortgottesdienst und Eucharistiefeier um zwei Teile einer Feier handelt, die „so eng miteinander verbunden sind, dass sie eine einzige Gottensienstfeier bilden“, heißt es in der Pastoralen Einführung in das Messlektionar: „Daher soll für jede Kirche eine Lösung gesucht werden, bei der Ambo und Altar einander entsprechen und in richtiger Beziehung zueinander stehen.“ Der Ambo als „Tisch des Wortes“ korrespondiert mit dem Altar als „Tisch der eucharistischen Gaben“.
Auch waren  die Architekten der Auffassung, dass ein großzügig geöffneter Altarraum der Durchführung der liturgischen Feier und der Verwirklichung der tätigen Teilnahme der Gemeinde entgegenkommt. Es ist ein Aktionsraum der Gemeinde, das Verhalten der Gemeinde wird kommunikativer. Die liturgische Handlung ist ein Geschehen in der Gemeinde und deren Beteiligung. Den Gläubigen soll bewusst werden, dass sie selbst Kirche ist, und zwar als „familia Dei“ (‚Familie Gottes‘).
Die gleichzeitige Erweiterung des Kirchenraum-Volumens erbrachte auch eine wesentliche Verbesserung der Akustik, sodass alle musikalischen Vorträge von Chor und Instrumentalisten besonders gut klingen und somit ein Hochgenuss in der Kirchenmusik Hl. Geist darstellen. Der neue Altar und Ambo wurde ebenfalls durch das Architektenehepaar gestaltet.
Das Kircheninnere wird nunmehr durch die Gurtbögen der holzverkleideten Stahlbinder und einer dazwischen höher angeordneten Holzdecke bestimmt. Die akustischen Verhältnisse des Kirchenraumes wurden gegenüber den früheren durch die Angleichung der Decke der Seitenschiffe an das Mittelschiff und die Herausnahme der Choreinbauten verbessert. Durch Wegnahme der Choreinbauten konnten zudem auf beiden Seiten je zwei weitere Fenster gebrochen werden. Ferner wurde in die Altarrückwand ein neues Fenster gebrochen, sodass der Altarraum direkt beleuchtet wird. Die neuen Glasfenster der umgebauten Kirche, deren künstlerische Gestaltung durch Günther van Look aus einem Wettbewerbsverfahren hervorging, wurden in der Glaswerkstatt Derix Glasstudio in Taunusstein hergestellt.

## Glocke
Im Turm hängt eine kleine, 210 kg schwere Bronzeglocke mit „cis“ als Schlagton, die 1927 von der Berndorfer Metallwarenfabrik hergestellt wurde. Ihre Höhe beträgt 80 cm und ihr Durchmesser 70 cm. Sie ist verziert mit Friesen aus Blättern, Ranken und Knospen. Ihre Inschrift lautet: „UT OMNES UNUM SINT! JOH. 17,21“ (‚Dass alle ein seien‘, Joh 17,21 ).

## Orgel
Im Zuge des zweiten Umbaus wurde die alte Orgel abgebaut und an die Aloysius-Gemeinde in Wedding verkauft. Der Erlös war der Grundstock für eine neue Orgel von Johannes Klais Orgelbau.
Im Zusammenhang mit der Neugestaltung beim dritten Umbau sollte die Orgelempore umgestaltet werden, weil dort der inzwischen groß gewordene Kirchenchor kaum noch Platz fand. Bei einem Abbau und Wiederaufstellen des Instruments in einem neuen Gehäuse nach Abschluss der Bauarbeiten wäre das klangliche Konzept aber zunichtegemacht worden. Es kam nur der Verkauf der Orgel in Frage. Nachdem eine Gemeinde aus Freiburg das alte Instrument gekauft hatte, konnte die Planung eines neuen Instruments und die Neugestaltung der Empore in Angriff genommen werden. Die österreichische Firma Rieger Orgelbau wurde mit dem Neubau beauftragt, und in der Osternacht 1990 erklang das Instrument zum ersten Mal. Es hat einen Umfang von etwa 2000 Orgelpfeifen in 28 Registern auf zwei Manualen und Pedal. Zur Ausstattung gehört auch ein Zimbelstern. Zwischenzeitlich wurde ein Orgelpositiv der Firma Hofbauer in Göttingen gekauft, um bei Kindergottesdiensten den immer größer werdenden Kinderchor zu begleiten.